# Marco Justus Schöler
Marco Justus Schöler (* 24. Mai 1990 in Mannheim) ist ein deutscher kommerzieller Fotograf. Sein Fokus richtet sich auf die Porträtfotografie, Werbefotografie und Ablichtungen von prominenten Persönlichkeiten. Er erlangte durch sein Projekt Faces Behind the Voices 2016 nationale Bekanntheit.

## Leben
Marco Justus Schöler wuchs in Laudenbach an der Bergstraße auf.
Mit 14 Jahren entwickelte er seine Leidenschaft für die Fotografie, angeregt durch seinen Großvater, der ihm viele analoge Kameras vermachte. Mit diesem kreativen Hobby brachte sich Schöler die Fotografie autodidaktisch bei.
Im Jahr 2011 entschied sich Schöler, nach Berlin zu ziehen. Nach wenigen Monaten der Assistenz bei verschiedenen nationalen und internationalen Fotografen und Regisseuren machte er sich selbstständig. Über die Jahre entwickelte er seine eigene Bildsprache und spezialisierte sich auf markante Porträts von bekannten Persönlichkeiten sowie Arbeiten für gute Zwecke.
Zu seinen Kunden gehören unter anderen die Deutsche Bahn, Carlsberg, 20th Century Fox, Mercedes-Benz oder Omega Watches. Er fotografierte bereits Bud Spencer, Mats Hummels, Thomas Müller, Reinhold Messner, Hannes Jaenicke, Joko Winterscheidt, Swizz Beatz, Matthias Schweighöfer, Cro, Ken Block und viele andere. Seit 2016 ist Marco Justus deutscher Botschafter für die Schweizer Blitzgerät-Manufaktur Bron Elektronik.
Marco Justus Schöler lebt mit seiner Lebensgefährtin in Berlin.

## Projekte
Faces Behind The Voices

Sein bisher populärstes Projekt war das multimediale Projekt „Faces Behind The Voices“, das sich dem anonymen Gewerbe der deutschen Synchronisation widmete. Die Idee dazu kam ihm bei einem Film mit Leonardo DiCaprio und dessen markanter, deutschen Stimme. Nach langer und hartnäckiger Recherche fotografierte er die 30 bekanntesten Synchronsprecher Deutschlands. Die Ausstellung tourte 2016 durch die größten Hauptbahnhöfe der Bundesrepublik. Ab Frühling 2017 wird die Tour in Deutschland, Österreich und der Schweiz fortgesetzt. Im Jahr 2016 besuchten über 4 Millionen medienbegeisterte Besucher die Ausstellungstour zu „Faces Behind The Voices“. Parallel zu der Ausstellungstour wurde ein gleichnamiger interaktiver Bildband veröffentlicht. Der Bildband wird mit einer Smartphone-App kombiniert, durch die der Leser die Ausstellung nachempfinden kann.

## Kritiken
Die Presse nahm das Projekt durchweg positiv an:

„Das einzigartige Foto-Projekt von Marco Justus Schöler bringt die Künstler, die normalerweise anonym im Hintergrund agieren, in das Rampenlicht, das sie verdienen.“

Die Onlinezeitung Zeitjung beschäftigte sich mit Marco Justus Schöler und seinem Projekt im Interview, genau wie das Online-Magazin CÆTCH.

## Veröffentlichungen
- Faces Behind the Voices. Berlin 2016, ISBN 978-3-944721-82-8.